# Izbori za Županijski dom Sabora Republike Hrvatske 1993.
██ HDZ (37)
██ HSLS (16)
██ HSS (5)
██ IDS (3)
██ SDS (1)
██ HNS (1)
██ Imenovani (5)
Prvi izbori za Županijski dom Sabora Republike Hrvatske održani su 7. veljače 1993. godine. 
Iako je Županijski dom bio predviđen Ustavom iz 1990. godine, tek je drugi saziv Sabora (izabran na izborima izborima 1992. godine), donio zakon koji je utvrdio broj i granice županija koje je Županijski dom trebao predstavljati. Isti je saziv uveo novi sustav lokalne samouprave, odnosno gradove i općine, pa su se istovremeno s izborima za Županijski dom održavali lokalni izbori, na kojima su se birali predstavnici u županijske skupštine, odnosno gradska i općinska vijeća.
U svakoj se županiji biralo po 3 zastupnika, a predsjednik Republike Hrvatske je imao pravo imenovati do pet zastupnika.
Za izbore je uveden proporcionalni sustav, što je u praksi značilo da bi stranka koja osvoji najveći broj glasova mogla osvojiti 2 od 3 mjesta u pojedinoj županiji. Takav je sustav izuzetno pogodovao tada najjačoj i vladajućoj stranci HDZ.
Iako sam broj zastupnika nije to pokazivao, najveći postotak glasova iza HDZ je dobila Hrvatska socijalno-liberalna stranka, a slijedila ju je Hrvatska seljačka stranka.
Jedna od karakteristika izbora je bila nezapamćena predizborna kampanja HDZ-a usmjerena na jednu jedinu regiju - Istru - gdje se na prethodnim parlamentarnim izborima kao dominantna stranka nametnuo Istarski demokratski sabor. Ta je kampanja imala katastrofalni učinak, jer je IDS ostvario najbolji rezultat, a HDZ u Istri doživio veliki poraz.

## Rezultati
| Stranka/koalicija                                                                              | Glasova   | %    | Mandata |
| ---------------------------------------------------------------------------------------------- | --------- | ---- | ------- |
| Hrvatska demokratska zajednica                                                                 | 1.013.365 | 45,5 | 37      |
| Hrvatska socijalno-liberalna stranka                                                           | 486.210   | 21,8 | 16      |
| Hrvatska seljačka stranka                                                                      | 258.953   | 11,6 | 5       |
| Istarski demokratski sabor                                                                     | 76.273    | 3,4  | 3       |
| HSLS-HNS                                                                                       | 45.657    | 2,0  | –       |
| Stranka demokratskih promjena                                                                  | 41.955    | 1,9  | 1       |
| HSLS-HNS-SDP                                                                                   | 35.937    | 1,6  | –       |
| HSLS-HNS-HKDU-SDP                                                                              | 33.246    | 1,5  | –       |
| Hrvatska kršćanska demokratska unija                                                           | 27.584    | 1,2  | 0       |
| Dalmatinska akcija                                                                             | 26.303    | 1,2  | 0       |
| RDS-IDS                                                                                        | 22.801    | 1,0  | –       |
| HSLS-SDP                                                                                       | 21.478    | 1,0  | –       |
| SDP-HSS                                                                                        | 18.312    | 0,8  | –       |
| Socijaldemokratska unija                                                                       | 17.413    | 0,8  | 0       |
| Hrvatska narodna stranka – liberalni demokrati                                                 | 15.363    | 0,7  | 1       |
| ostale stranke i koalicije                                                                     | 64.351    | 2,9  | 0       |
| neovisni                                                                                       | 22.562    | 1,01 | 0       |
| imenovani članovi                                                                              | –         | –    | 5       |
| nevažeći glasovi                                                                               | 76.019    | –    | –       |
| ukupno                                                                                         | 2.303.782 | 100  | 68      |
| registrirani birači                                                                            | 3.580.396 | 64,3 | –       |
| Izvor: Izvješće o provedenim izborima za zastupnike u Županijski dom Sabora Republike Hrvatske |           |      |         |